# 33. San-marinesisches Kabinett
Das 33. Kabinett regierte San Marino vom 27. November 2007 bis zum 3. Dezember 2008. Es bestand aus Mitgliedern der Parteien Partito dei Socialisti e dei Democratici (PSD), Alleanza Popolare (AP), Sinistra Unita (SU) und Democratici di Centro (DdC).
Die, nach den Parlamentswahlen vom 4. Juni 2006 gebildete, 32. Regierung zerbrach an einem Streit um die Reform des Strafrechts. Die beiden Minister der SU traten am 23. Oktober 2006 zurück, woraufhin auch die übrigen Koalitionsparteien ihre Vertreter aus der Regierung zurückzogen. Nach Verhandlungen wurde am 27. November 2007 eine neue Regierung gebildet, der neben den bisherigen Koalitionspartnern noch die Democratici di Centro angehörten.
Die neue Regierung war jedoch von Beginn an von Streitigkeiten geprägt und am 11. Juli 2008 erklärten die beiden Minister der AP ihren Rücktritt. Ende Juni einigten sich PSD, SU, DdC gemeinsam mit den Sammarinesi per la Libertà auf eine neue Regierung, die jedoch nicht zustande kam. Am Morgen des 21. Juli, an dem die Debatte und Abstimmung über die neue Regierung im Consiglio Grande e Generale angesetzt war, erklärten zwei Abgeordnete des PSD ihren Parteiaustritt und gründeten die neue Partei Arengo e Libertà (AeL), womit die designierte Regierung ihre Parlamentsmehrheit einbüßte. Nachdem weitere Versuche einer Regierungsbildung erfolglos blieben, erklärten Ende Juli die Abgeordnete von AP, PDCS, EpS, NPS, Noi Sammarinesi und AeL ihren Rücktritt. Damit war das Parlament aufgelöst und Neuwahlen wurden für den 9. November 2009 angesetzt.

## Liste der Minister
Die san-marinesische Verfassung kennt keinen Regierungschef, im diplomatischen Protokoll nimmt der Außenminister die Rolle des Regierungschefs ein.
| Amt         | Minister             | Partei | Amtszeit                             |
| ----------- | -------------------- | ------ | ------------------------------------ |
| Auswärtiges | Fiorenzo Stolfi      | PSD    | 27. November 2007 – 3. Dezember 2008 |
| Inneres     | Valeria Ciavatta     | AP     | 27. November 2007 – 3. Dezember 2008 |
| Finanzen    | Stefano Macina       | PSD    | 27. November 2007 – 3. Dezember 2008 |
| Bildung     | Francesca Michelotti | SU     | 27. November 2007 – 3. Dezember 2008 |
| Gesundheit  | Mauro Chiaruzzi      | PSD    | 27. November 2007 – 3. Dezember 2008 |
| Territorium | Marino Riccardi      | PSD    | 27. November 2007 – 3. Dezember 2008 |
| Arbeit      | Pier Marino Mularoni | DdC    | 27. November 2007 – 3. Dezember 2008 |
| Industrie   | Tito Masi            | AP     | 27. November 2007 – 3. Dezember 2008 |
| Justiz      | Ivan Foschi          | SU     | 27. November 2007 – 3. Dezember 2008 |
| Tourismus   | Antonello Bacciocchi | PSD    | 27. November 2007 – 3. Dezember 2008 |

### Bemerkungen
1. ↑  Segretario di Stato per gli Affari Esteri, Affari Politici e la Programmazione Economica
2. ↑   Segretario di Stato per gli Affari Interni, la Protezione Civile e l’Attuazione del Programma
3. ↑  Segretario di Stato per le Finanze e Bilancio, le Poste e i Rapporti con l’A.A.S.F.N.
4. ↑   Segretario di Stato per l’Istruzione e la Cultura, l’Università e gli Affari Sociali
5. ↑  Segretario di Stato per la Sanità e la Sicurezza Sociale, la Previdenza e le Pari Opportunità
6. ↑  Segretario di Stato per il Territorio e l’Ambiente, l’Agricoltura e i Rapporti con l’Azienda Autonoma di Stato di Produzione
7. ↑  Segretario di Stato per il Lavoro, la Cooperazione e le Politiche Giovanili
8. ↑   Segretario di Stato per l’Industria, l’Artigianato, il Commercio, la Ricerca e i Rapporti con l’Azienda Autonoma per i Servizi Pubblici
9. ↑  Segretario di Stato per la Giustizia, i Rapporti con le Giunte di Castello, l’Informazine e la Pace
10. ↑  Segretario di Stato per il Turismo, lo Sport, le Telecommunicazioni, i Trasporti e la Cooperazione Economica